# 進金生實業
進金生實業股份有限公司（英語：ACMEPOINT Technology Co., Ltd.），簡稱進金生實業，成立於1994年，總部位於臺灣臺北市，早期以面板零組件、顯示器產品整合與太陽能能源發電業務為主。公司創立初期名稱為「全日成實業」，於1996年更名為「進金生實業」。
隨著業務擴展與多角化經營，已發展為控股型母公司，旗下設有多家子公司，橫跨顯示科技、能源應用、系統整合等多元產業領域。其中包括由「進金生國際股份有限公司」承接顯示器及相關產品整合業務，以及能源解決方案導向的「進金生能源服務股份有限公司」，截至2024年已在臺灣建置超過200座太陽能發電系統。
進金生實業與友達光電維持長期合作關係，為其在顯示器銷售與太陽能建置領域的長期事業夥伴。

## 歷史
- 1994年：成立「全日成實業」。[6]
- 1996年：「全日成實業」更名為「進金生實業」。
- 2000年：成為「達碁」正式代理。
- 2001年：「達碁」與「聯友」合併為「友達」[7]，轉為「友達」正式代理。
- 2002年：與「群智光電」策略聯盟，成立「博豐光電股份有限公司」。
- 2003年：與「聿豐實業」策略聯盟，「聿豐實業」轉型為電子系統公司。
- 2008年：「進金生實業」喬遷至 內湖科技園區新湖二路。
- 2009年：成立「太陽能事業部」。[8][9]
- 2014年：分割獨立「太陽能事業部」成立「進金生能源服務股份有限公司」[3]。
- 2018年：「進金生能源服務」正式興櫃，代號6692。
- 2018年：成立「韋峰能源股份有限公司」。
- 2024年：「進金生能源服務」上櫃[10]，7月 「進金生實業」[1]設為控股公司，營運業務分割到「進金生國際股份有限公司」[2]。